# Cnemidophorus angusticeps
Cnemidophorus angusticeps är en ödleart som beskrevs av  Cope 1878. Cnemidophorus angusticeps ingår i släktet Cnemidophorus och familjen tejuödlor. IUCN kategoriserar arten globalt som livskraftig.

## Underarter
Arten delas in i följande underarter:
- C. a. petenensis
- C. a. angusticeps